# Acacia binervia
Acacia binervia — вид квіткових рослин з родини бобових. Ареал: Австралія (сх. Новий Південний Уельс, сх. Вікторія).

## Екологія
Acacia binervia відновлюється після лісової пожежі за допомогою ґрунтового банку насіння, насіння проростає та росте після пожежі, тоді як дорослі рослини гинуть. Періодичність виникнення пожежі становить від 10 до 50 років. Це корисний бджолам вид у медодобувній промисловості.

## Морфологічний опис
Acacia binervia — це кущ або невелике дерево до 16 метрів заввишки, кора якого темно-коричнева або сіра, лущиться і бороздчаста. Філодії від еліптичної до серповидної форми, 6–15 см завдовжки, 0.5–2.3 см завширшки, гілочки сплощені або кутасті на кінці, з помітними жилками і зазвичай густо вкриті білувато-сірими приплюснутими волосками. Жовті квітки поодинокі або по кілька в пазусі, завдовжки 2–6 см, з квітконіжкою до 5 мм. Цвіте навесні. Плід — вузький або лінійний стручок 5–8 см завдовжки й 3–5 мм завширшки. Повідомляється, що ця рослина є токсичною для худоби, оскільки філодії містять глюкозид, який може виробляти ціаністий водень, якщо його розрізати.